# ヤクーチアン・ライカ
ヤクーチアン・ライカ（英：Yakutian Laika）は、ロシアのサハ共和国原産のライカ犬種のひとつである。別名はヤークト・ライカ（英：Yakut Laika）、ヤクーツク・ライカ、ヤークト・ハスキー（英：Yakut Husky）など。

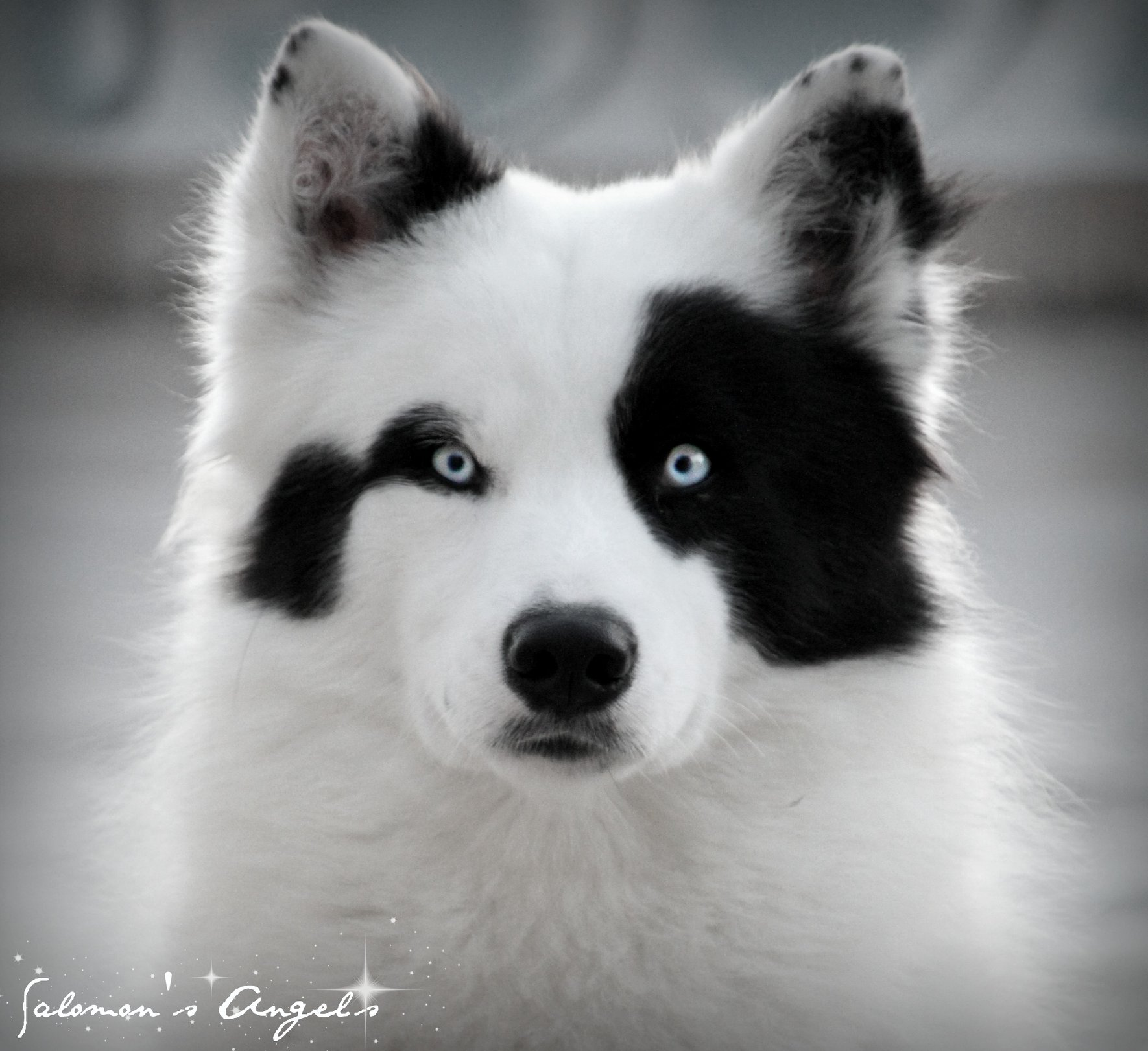
ヤクーチアン・ライカ

サハリン・ハスキーとも呼ばれる、樺太犬とは別の犬種である。

## 歴史
サハで何百年も昔から育成されてきた屈強な犬種で、樺太犬やシベリアン・ハスキーなどとは近縁であるといわれている。

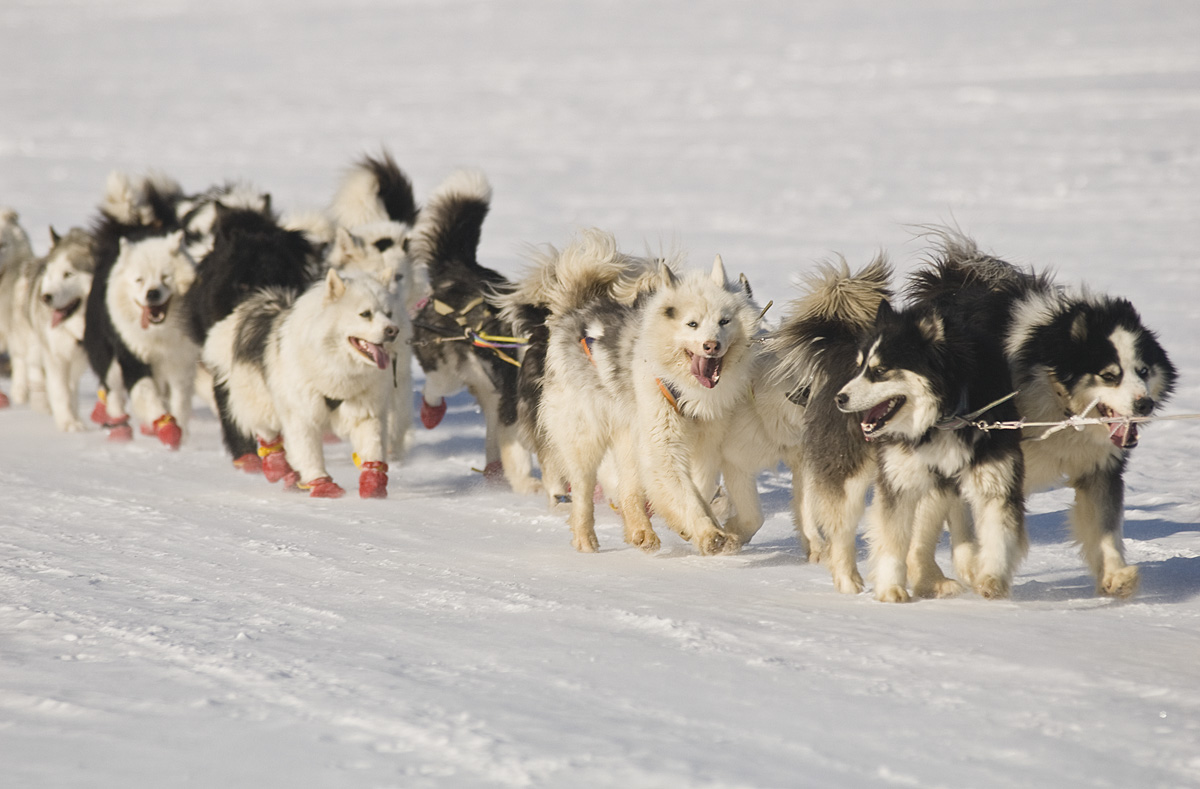
ヤクーチアン・ライカの犬ぞり

主に主人や荷物を運搬するためのそり犬として使われるが、クマなどをはじめとするさまざまな獲物を狩る猟犬として用いられることもある。
完全に確立され純血を保っている犬種ではあるが、FCIには公認申請を行っていない。原産国でしか飼育されていない希少な犬種で、現在も大半が実用犬として飼育されている。ショードッグとしてはめったに用いられない。

## 特徴
日本犬と同じスピッツタイプの犬種で、樺太犬のようにコートが非常に厚い。柔らかく密生したロングコートで、3重構造になっていて熱をほとんど逃がさず、零下50℃もの酷寒をも耐え抜くことが出来る。毛色はブラック、ホワイト、ブラック・アンド・タン、クリーム、ブラック・アンド・ホワイトなどさまざまである。筋肉質のがっしりした体つきで、力は強い。目の色は通常ブルーだがブラウンのものもいる。。耳は立ち耳、尾はふさふさした垂れ尾か巻き尾。尾は他の北方の犬種と同様、夜間に顔に当てて寝てひえを防ぐのにも用いられる。スタミナが膨大で集中力があり、粗食にも耐えるためサバイバルにもよく適した犬種である。大型犬並みのサイズで、性格は温厚で仲間や家族との結束力が強いが、見知らぬ人に対しては警戒心が強い。尚、ライカ犬種はよく吠えることで知られているが、ヤクーチアンはその中では物静かなほうであり、問題になるほど吠えることはない。しかし、原産地以外の気候には適応しにくく、コートの構造上体に熱がこもり
やすいので、気温が原産地より高い国での飼育は難しい。そういった場所で飼育をするには、室内でクーラーを効かせた環境で飼育するか、コートを丸刈りにしてしまう必要がある。加えて運動量が莫大なため、日本では北海道の北部以外での飼育はかなり難しい。